# Ferrería Aurtola
La ferrería Aurtola, está situada en Aramayona (Álava, España). El señor de Aramayona, Juan Alonso de Mújica, construye la ferrería Aurtola junto a Goikolea (también en Aramayona) y dos más en Ibarra en el último tercio del siglo XIV. La antigua ferrería medieval debió sufrir frecuentes modificaciones con el paso del tiempo hasta llegar al edificio actual, que la sustituyó en el último tercio del siglo XVIII.
A pesar de las intervenciones que ha sufrido el edificio y de no disponer de ningún elemento de la maquinaria, permanece prácticamente inalterado en su organización espacial y estructuras fundamentales, de tal manera que quedan totalmente reconocibles cada uno de los elementos integrantes de la ferrería, que son los siguientes:

## Como parte de la infraestructura hidráulica
- a) De la presa tan solo restan las huellas de lo que debía ser su cimentación en las orillas del río. Se trataba de un dique de estructura de madera, compuesta por postes y tablas. Generalmente se trataba de estructuras que rápidamente eran sustituidas por presas de piedra. En el caso de Aurtola se mantuvo la presa de madera que lógicamente, con el paso del tiempo y la falta de mantenimiento producida por el desuso se deteriora y desaparece.

- b) El cauce que canalizaba el agua desde la presa hasta la ferrería consistía en un rebaje longitudinal en el terreno delimitado por tablones de madera y con el fondo empedrado para reducir su permeabilidad. Sin embargo, sus extremos junto a la presa y la antepara se ejecutaban en mampostería. Actualmente se encuentra en su mayor parte cubierto por tierra y vegetación pero aún es identificable el trazado ya que se mantiene el rebaje y está claramente marcado por sendas hiladas de árboles.

- c) La antepara en un primer tramo se encuentra cubierta por tierra y una vez dentro del edificio consistía en una balsa alargada de fondo plano, suspendida sobre el túnel hidráulico. El fondo de la antepara se remataba a base de sillares para impedirlas filtraciones. Este elemento se ha perdido y solo disponemos de los muros portantes que lo sustentaban.

- d) Desde la antepara se vertía el agua sobre las ruedas. Estas se alojaban en el túnel hidráulico, y sus ejes se encajaban en los arcos abiertos en los gruesos muros que aún se mantienen. Dos ruedas hidráulicas accionaban fuelles y martillo. De este elemento se conserva la estructura, no así toda la maquinaria que se alojaba en el mismo. Una vez se ha aprovechado la energía del agua, ésta pasa al canal de desagüe y por último retorna al río.

## El edificio
El edificio de la ferrería es un bloque compacto, ciego en su mayor parte, de planta rectangular y cubierta a dos aguas. Se construye con materiales propios de la arquitectura vernácula, con mampostería en la formación de los gruesos muros y estructura leñosa en soportes centrales y cubierta. Mantiene intacta su estructura incluido el grueso muro cortafuegos que se hace visible en fachada y que divide el edificio en dos. De esta manera se identifican claramente cada una de las partes componentes de la ferrería, organizadas en varias crujías adosadas sucesivamente y que dan como resultado un elemento unitario. Así en un mismo edificio se ubican, en la primera crujía, la antepara y el túnel hidráulico como parte de la infraestructura hidráulica pero ya dentro del edificio, y seguidamente los siguientes elementos:
- a) Los talleres de elaboración del hierro. En la siguiente crujía se disponían en planta superior el almacén de vena desmenuzada y parte del hierro elaborado, así como la báscula y espacio para camastros de los trabajadores, y en la planta inferior el taller propiamente dicho. Aquí se situaba el crisol, además de los fuelles y mazo accionados por las ruedas hidráulicas. Los fuelles tenían por misión avivar el fuego del crisol donde se mezclaban mineral y carbón vegetal y el mazo golpear la masa de hierro con impurezas resultante, hasta librarla de ellas. El hierro resultante estaba así listo para su posterior transformación en productos acabados. Dentro del propio taller se conserva el espacio que ocupaba el propietario o la persona que administraba la ferrería en nombre de aquel, y que consiste en un pequeño espacio llamado jauntzoile desde el que vigilaba el proceso productivo y pagaba los jornales.

- b) Las carboneras. Adosadas al taller y separadas de este por el grueso muro cortafuegos se disponen las carboneras, ubicadas en dos crujías sucesivas interconectadas y recientemente divididas en dos plantas por un forjado intermedio. Disponen de un acceso interior directo al taller para suministrar el carbón y una serie de accesos exteriores a diferentes alturas para facilitar el aprovisionamiento de carbón según se van colmatando en altura.